# Gabriel Morales y Mendigutía
Gabriel Morales y Mendigutía, également : Gabriel de Morales Mendigutía (Sancti Spiritus, Cuba, 1866 - Anoual, Maroc, 1921), est un militaire, arabiste, historien et académicien espagnol.
Après une formation à l’Académie d’état-major, il fut versé dans des unités combattantes à Cuba et dans la place forte de Melilla, dans le nord-est du Maroc, où il lui fut donné de participer aux campagnes militaires menées par l’Espagne en 1908 et 1909 aux alentours de cette ville (notamment dans le Ravin-aux-Loups). Parallèlement, il s’initia à l’arabe et au berbère, et s’attachait à se familiariser avec la société rifaine, qu’il étudia avec soin.
Après un poste à Larache, dans l’ouest du Maroc espagnol, Morales fut nommé en 1919 commandant en chef de l’Office central des Affaires indigènes et des Troupes de police indigène de Melilla, auquel titre il eut à son service Abdelkrim, futur résistant et dirigeant rifain ; les deux hommes s’appréciaient mutuellement, au point de se lier d’amitié.
Pour étendre la tutelle espagnole sur tout le territoire assigné à l’Espagne en vertu du traité de Fès, Morales, fin connaisseur de la mentalité rifaine, préconisait la méthode « politique » (c’est-à-dire la persuasion des notables locaux, notamment au moyen de prébendes), plutôt que la conquête militaire brutale. Un tel travail « politique » préalable fut un des facteurs permettant à Silvestre, commandant général de Melilla depuis 1920, de conquérir à l’été et l’automne 1920 avec un minimum de pertes les kabilas (tribus rifaines) à l’ouest du fleuve Kert, opérations auxquelles Morales lui-même prit part à la tête de ses supplétifs de la Police indigène.
Si Morales se montra réticent envers la subséquente série d’opérations militaires de janvier 1921, qui permirent à Silvestre d’établir un dispositif d’une vingtaine de positions plus à l’ouest encore, avec pour camp de base la position d’Anoual, il était explicitement opposé à la percée vers Dhar Ubarran du 1er juin 1921 décidée par Silvestre, qui allait se révéler comme le prélude à la débâcle espagnole d’Anoual de juillet/août 1921. Morales perdit la vie lors de la retraite de l’armée espagnole du camp d’Anoual le 22 juillet. Son cadavre, retrouvé et identifié par les Rifains, fut, en signe d’hommage, restitué par Abdelkrim aux autorités espagnoles.
Auteur de publications historiographiques sur Melilla, Morales était membre de l’Académie royale d'histoire.

## Biographie

### Origines familiales, formation et débuts dans la carrière des armes
Fils de José Morales y Montero de Espinosa, colonel d’infanterie de son état, et d’Ana Mendigutía Navarro,, Gabriel Morales suivit à partir de septembre 1884 une formation à l’Académie d’état-major, d’où il sortit diplômé en juillet 1889, avec le grade de lieutenant. Il accomplit ses stages pratiques dans différentes unités, puis, en août 1895, élevé entre-temps au rang de capitaine, fut affecté une première fois, pour une période de deux ans, dans la place forte espagnole de Melilla, dans le nord-est du Maroc,.
Deux années plus tard, en octobre 1897, s’étant vu assigner un poste dans la circonscription militaire de Cuba, il débarqua à La Havane et prit part à plusieurs opérations militaires contre les insurgés, remplissant notamment l’office de chef du personnel (jefe del Detall) de la 2e brigade, que commandait le général Marina, à qui il allait être attaché personnellement et professionnellement quelques années plus tard à la Comandancia General de Melilla,.

### Carrière militaire

#### Affectation à Melilla
En mai 1899, au terme de la campagne cubaine, Morales fut muté vers Melilla et monta au rang de commandant d’état-major. Après une brève période à Malaga, il revint en janvier 1906 au Maroc, comme aide de camp du général Marina, qui venait d’être nommé gouverneur de la place de Melilla,, et eut à ce titre tout le loisir d’observer la lutte que se livraient dans les environs immédiats de Melilla les forces royales marocaines et les insurgés dirigés par le Rogui Bou Hmara. En 1908, il participa aux opérations militaires qui allaient permettre aux Espagnols d’occuper le fortin de La Restinga, sur la Mar Chica, en territoire marocain. Lors de la subséquente campagne de 1909, il était engagé dans les opérations (dont il sortit indemne) qui aboutirent à la prise le 9 juillet des positions de Sidi Moussa et de Sidi Ahmed el Hach puis de celles de Sidi Aïcha et de Barranco del Lobo, ce qui lui valut d’être promu lieutenant-colonel pour mérites de guerre,.
Dans la même période, il fit la connaissance d’Abdelkrim, futur dirigeant rifain, qui depuis 1908 travaillait à son service comme secrétaire à l’Office des Affaires indigènes, et se lia d’amitié avec lui. Morales suivait les cours d’arabe et d’amazigh professés par Abdelkrim à l’Académie marocaine,,. C’est lui qui désigna Abdelkrim au poste de premier juge de Melilla ou kadi koda (juge des juges, cadi chef), avec pleine compétence juridictionnelle pour les contentieux autochtones.

#### Affectation au pays Jbala
Dans ses fonctions d’aide de camp du général Marina Vega, lequel venait d’être désigné haut-commissaire du protectorat espagnol au Maroc (avec siège à Tétouan), Morales suivit celui-ci en 1913 au pays Jbala, dans l’ouest du Maroc espagnol, où il assista à plusieurs opérations militaires visant à étendre la zone sous occupation espagnole, jusqu’au moment où, à la suite de la démission de Marina en juillet 1915, il perdit ses fonctions dans le Protectorat et s’en alla occuper différents postes en métropole. Un an plus tard cependant, il revint au Maroc pour exercer comme chef d’état-major de la Comandancia General de Larache, également dans la partie occidentale du Protectorat. Après avoir collaboré à diverses opérations militaires, il quitta son poste après sa promotion au grade de colonel en avril 1919 et fut nommé commandant en chef de l’Office central des Affaires indigènes et des Troupes de police indigène de Melilla,.

#### À la tête de laPolice indigène
La Police indigène, corps supplétif qui se composait de 15 mías  (3 rebás d’infanterie et une de cavalerie) comprenant chacune 110 hommes environ, comptait, à la date du 1er juillet 1921, 3179 hommes, tous Marocains hormis les officiers, et désormais placés sous le commandement de Morales. À la tête de ses troupes de Police indigène, Morales apporta son concours à l’établissement de plusieurs positions militaires espagnoles, dont celles de Tamassousine, Driouch, Ababda, Hamouda, Tafersit et Azib Midar, et dans quelques-unes desquelles il fonda des écoles « indigènes ».

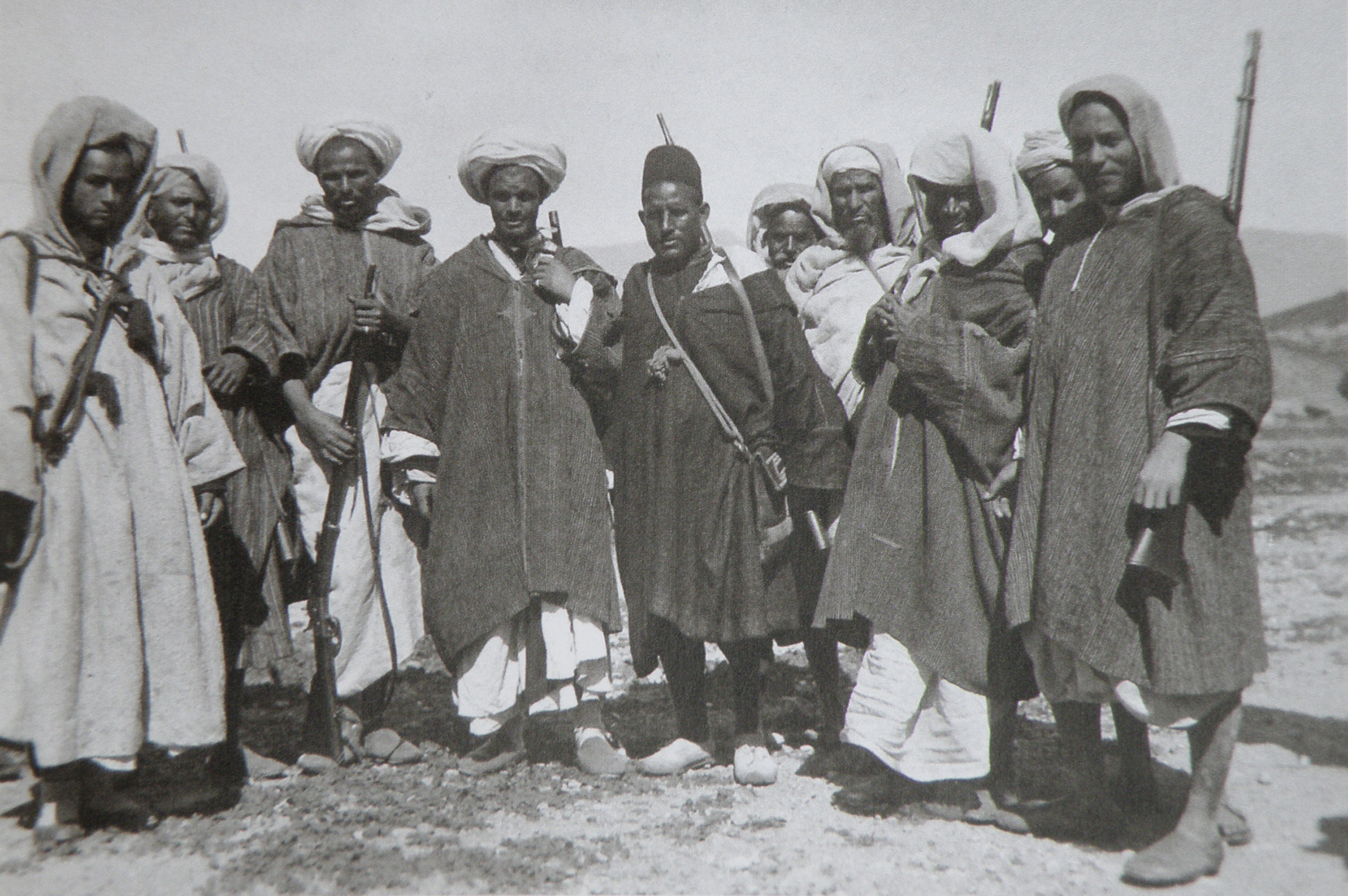
Groupe de Policiers indigènes dans leur tenue civile d’origine (l’uniforme sera imposé à partir de 1912).

Outre le français et l’anglais, Morales maîtrisait l’arabe et l’amazigh. Il accomplit sa mission en mettant ses connaissances approfondies du territoire et de ses populations au service de ses efforts de persuasion politique, œuvre à laquelle Abdelkrim lui-même, devenu chef de la résistance rifaine à l’avancée espagnole, allait plus tard rendre hommage. Il était favorable à l’instauration de relations durables entre Espagnols et Rifains par le biais d’une politique pacifique de connaissance et de respect mutuels. Ainsi fut-il, vers la même époque, le concepteur des dénommés « Questionnaires de kabila », dans le cadre d’un travail de recherche sur le peuple rifain et sur les différentes kabilas (tribus rifaines) de la zone orientale du Protectorat, sous l’angle historique, géographique, économique, sociologique, anthropologique et ethnographique,. Il accomplit un fructueux travail de rapprochement avec les natifs du territoire, pactisant avec les Beni Oulichek, les Temsamane et les Bocoia, et plus particulièrement avec les Beni Ouriaghel. Morales connaissait bien le père Abdelkrim et le fils aîné, avec lesquels il entretenait une correspondance épistolaire régulière. Ses subalternes disaient de Morales : « il ne mange ni ne dort, et ne laisse personne ni manger ni dormir ».
Parallèlement, le piteux état des troupes espagnoles n’échappait pas au regard de Morales, lesdites troupes lui apparaissant mal entretenues, peu adaptées à la nature implacable du terrain, en proie aux maladies, épuisées par les marches, sapée par le désœuvrement, au moral bas, sacrifiées dans de vaines entreprises, vouées à l’affolement au moindre imprévu. Il en concluait que les seuls corps d’armée espagnols aptes à opérer dans le Rif était le sien, la Police indigène, et les Regulares.
Si le prédécesseur de Silvestre à la Commandancia General de Melilla, le général Aizpuru, de qui Morales était la main droite, demandait conseil à celui-ci et suivait habituellement ses points de vue, Silvestre au contraire l’écoutait certes, mais sans se plier à ses recommandations. Il y avait une certaine incompatibilité de caractère entre Morales et le commandant général Silvestre. De cinq ans l’aîné de Silvestre, Morales paraissait nettement plus vieux que son âge et semblait physiquement diminué. De petite taille, arrivant à l’épaule de Silvestre, il était affable et timide, souvent ironique, mais, homme de peu d’ambition, il n’arborait pas les épaulettes de général de brigade que sa feuille de service aurait dû lui valoir. Dans sa Police indigène, il jouissait de la dévotion tant des officiers que des sous-officiers et des hommes de troupe, ainsi que du respect des chefs rifains, en particulier de la famille Abdelkrim.
Pour instaurer la tutelle espagnole sur le Rif central, Aizpuru et Morales avaient tablé sur les Abdelkrim, selon un plan simple consistant à distribuer des prébendes, à créer des allégeances, puis à couronner celles-ci par une vaste opération amphibie. À l’opposé, les gouvernements Dato et Allendesalazar d’une part, et Berenguer et Silvestre de l’autre, misaient sur la conquête militaire en lieu et place d’accords préalablement conclus avec les notables rifains.

#### Offensive espagnole du printemps-été 1920

Situation des différentes tribus (cabilas) dans le Maroc septentrional.

La décision, prise par Silvestre en concertation avec Berenguer, de mener cette offensive avait été inspirée par l’idée de Morales selon laquelle il serait aisé, une fois que l’on aurait mis la main sur Tafersit, de soumettre dans la foulée les kabilas de Tensamane, Beni Oulichek, Beni Saïd et Beni Touzine, et d’ouvrir ainsi la voie vers le territoire des Beni Ouriaghel et la baie d’Al Hoceïma.
Le succès des avancées militaires espagnoles de 1920, où les kabilas visées furent mises sous l’autorité espagnole, était certes dû à l’art militaire de Silvestre, à sa rapidité d’exécution, mais aussi à l’habileté de Morales, qui grâce à ses profondes connaissances de la contrée et de ses habitants, et avec l’aide d’un réseau serré d’informateurs mis en place par lui et lui fournissant un flux continu de renseignements, avait su auparavant gagner les bonnes volontés rifaines et fait en sorte par là que la progression espagnole se soit faite sans grande effusion de sang, voire que, en nombre d’occasions, les Rifains eux-mêmes se soient joints à l’entreprise, sous la forme de harkas dites « amies ».

#### Nouvelle ligne de front Anoual-Sidi Driss (janvier-février 1921)
En janvier 1921, sur ordre de Silvestre, une nouvelle constellation de camps fortifiés, totalisant une vingtaine de positions et ayant pour camp de base la position d’Anoual, fut établie plus à l’ouest encore, aux confins des kabilas de Beni Oulichek et de Tensamane, sur les coteaux bordant la rive droite (orientale) du fleuve Amékrane. La colonne chargée de conquérir la bourgade d’Anoual était emmenée par Morales, qui pourtant pressentait le danger qu’il y avait à s’aventurer dans la cuvette d’Anoual sans avoir précédé cette opération d’un travail préalable de persuasion « politique ». Morales et son confrère au sein de l’état-major de Melilla, le lieutenant-colonel Dávila, s’ils ne communiquaient que peu entre eux, ressentaient la même angoisse devant le fait accompli de la conquête d’Anoual. Morales allait mettre ses réticences par écrit dans un rapport confidentiel de février 1921, à l’intention de Silvestre. Morales du reste respectait son supérieur et lui manifestait, en accord avec son âge et son expérience, une affection sincère et paternelle. Dans le camp d’Anoual, Morales se vit confier le commandement du régiment Ceriñola no 42, fort de 3000 hommes, mais qui allait bientôt en compter 5000.

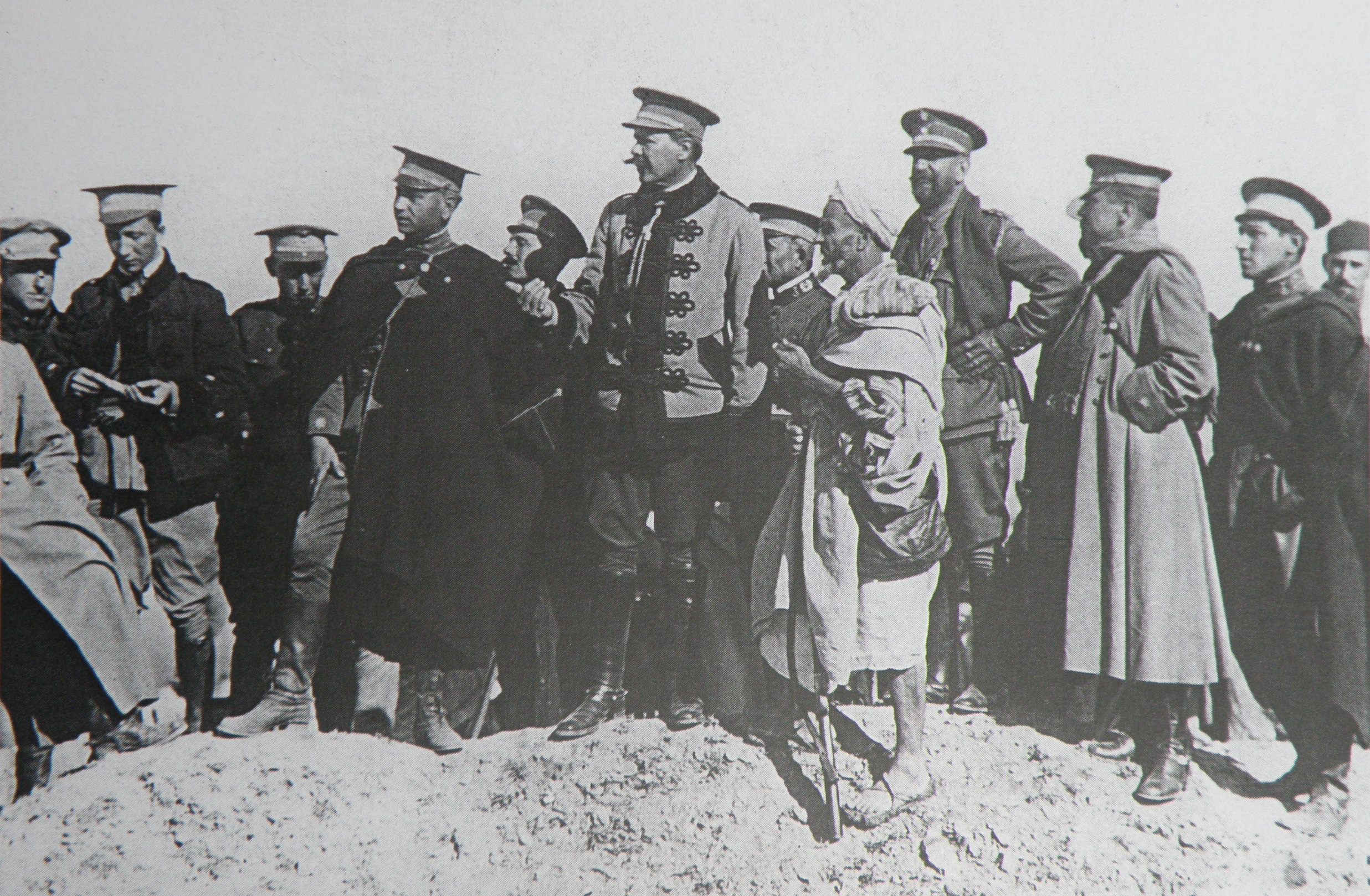
Officiers regroupés autour du général Silvestre (au centre) à Afrau, après la conquête espagnole en janvier 1921. Morales, en partie visible seulement, se tient derrière Silvestre, à droite, le visage partiellement dissimulé par l’épaule gauche de Silvestre. Plus à droite (main sur la hanche), le général Navarro.

Le susmentionné rapport, terminé le 16 février 1921 (au moment où on achevait de fortifier la colline pelée de Buimeyan ) et intitulé « Rapport confidentiel du colonel Morales à l’attention du général Silvestre sur la situation militaire de Melilla avec l’avancée projetée sur El Hoceïma » (Informe reservado del coronel Morales al general Silvestre sobre la situación polémica de Melilla con el proyectado avance sobre Alhucemas), mettait en garde contre une poursuite de l’avancée avant d’avoir d’abord consolidé les kabilas déjà conquises et signalait que « la seule occupation pacifique des kabilas de Beni Oulichek et de Beni Touzine nécessiterait tout l’été […], jusqu’à juillet ou août pour le moins » ; « il conviendrait, même dans le cas le plus favorable, de ne pas franchir le [fleuve] Nékor avant l’automne prochain, si nous voulons être redevable du succès à la prudence davantage qu’à l’audace ». Le document, qui mettait en garde contre ce qui était susceptible de se produire, et qui sera décrit par les historiens comme un parangon de clairvoyance, fut dédaigné de façon irresponsable tant par Silvestre que par le haut commissaire Berenguer. Morales considérait cependant faisable une avancée jusqu’à une ligne Anoual-Sidi Driss, mais en soulignant que cela constituait pour lui la « limite d’élasticité » compte tenu des forces dont disposait la Comandancia en février 1921,. Silvestre, pris de doutes, verra son plan postérieur refaçonné par Berenguer, lequel avait à son tour demandé conseil à Morales. Celui-ci, précautionneux, avait répondu à sa manière coutumière, en présentant une image objective de la situation militaire et déconseillant de poursuivre l’avancée avant que ne soit « terminée l’instruction des recrues, à la fin d’avril » ; il attira l’attention sur un autre facteur néfaste, à savoir ce qui était arrivé à « Hammou Boulchérif, fils aîné de notre vieil ami, le cheikh Mohammed Boulchérif, assassiné au mois d’octobre », incident auquel Morales accordait une grande importance. En outre, les doutes subsistaient quant à l’attitude des Abdelkrim. Morales recommandait de différer toute action de force, évaluant que les opérations de consolidation du front en Temsamane « ne pourront pas être achevées par nous avant juillet ou août ». Parvenu à ce point, surgit la question centrale qu’il formula et à laquelle il répondit de la manière suivante : « Pourrions-nous alors songer à continuer [notre mouvement] et à franchir le Nekor ? Le soussigné croit sincèrement que non ». Il rappela que les notables d’Ajdir (fief des Abdelkrim dans la kabila de Beni Ouriaghel) « entretiennent depuis des années de cordiales relations avec nos autorités », vu que « les dix mille pesetas qu’atteignent les pensions assignées à la kabila sont distribués presque intégralement » entre lesdits notables.
Avec un retard qui exaspéra Dávila, Sidi Driss (situé sur le littoral méditerranéen près de l’embouchure de l’Amékrane) ne fut conquis par les Espagnols que le 12 mars suivant, avec une hardiesse qui inquiéta fortement Morales.
En février 1921, Silvestre décida que Morales, qui avait toujours été en première ligne, tantôt au commandement de ses troupes, tantôt négociant avec les kabilas, devait « s’en retourner à la place [de Melilla] ». Il fut remplacé, pour les missions de contact avec les chefs locaux, par le commandant Jesús Villar,, personnalité dynamique et désinvolte, qui plaisait davantage à Silvestre, conformément à la préférence notoire qu’il avait pour les subordonnés volontaristes et résolus, aux dépens des individus plus circonspects et réfléchis. Plutôt que d’un châtiment, il s’agissait, estime Juan Pando, d’un soulagement pour tous deux, une manière d’éviter de pénibles rencontres entre un Morales enclin à la pause dans l’action, à la maîtrise du temps, et du reste épuisé, et un Silvestre pour qui cet attentisme n’était que prévention injustifiée, voire pessimisme intempestif.
Abdelkrim pria Morales, à qui il adressa plusieurs lettres au cours du mois de mai 1921, de faire usage d’une clef de cryptage pour leur correspondance. Du côté rifain, les missions de contact avec l’autorité espagnole étaient assumées par l’émissaire Mohamed Azerkam, dit l’Oisillon (El Pajarito). Abdelkrim, qui écrivait ses lettres au pluriel, en représentation à la fois de lui-même et de son frère cadet M’hamed, formulait des vœux de réussite des démarches de paix entreprises par Morales, en laissant clairement entendre qu’il désirait participer à ces efforts. Dans la formule de salutation d’une de ses lettres, il priait Morales de « présenter nos sentiments affectueux [afectos] à Son Excellence [Silvestre] ».
Silvestre, sans en référer à son état-major et en dépit du désaccord de celui-ci, et sur la foi de renseignements peu fiables et de garanties recueillis par Villar auprès des seuls notables Tensamane affidés à l’Espagne, prit la décision d’effectuer une percée jusqu’au mont Dhar Ubarran, sur la rive gauche (occidentale) de l’Amekran.

#### Prélude à la débâcle d’Anoual: prise et perte de Dhar Ubarran

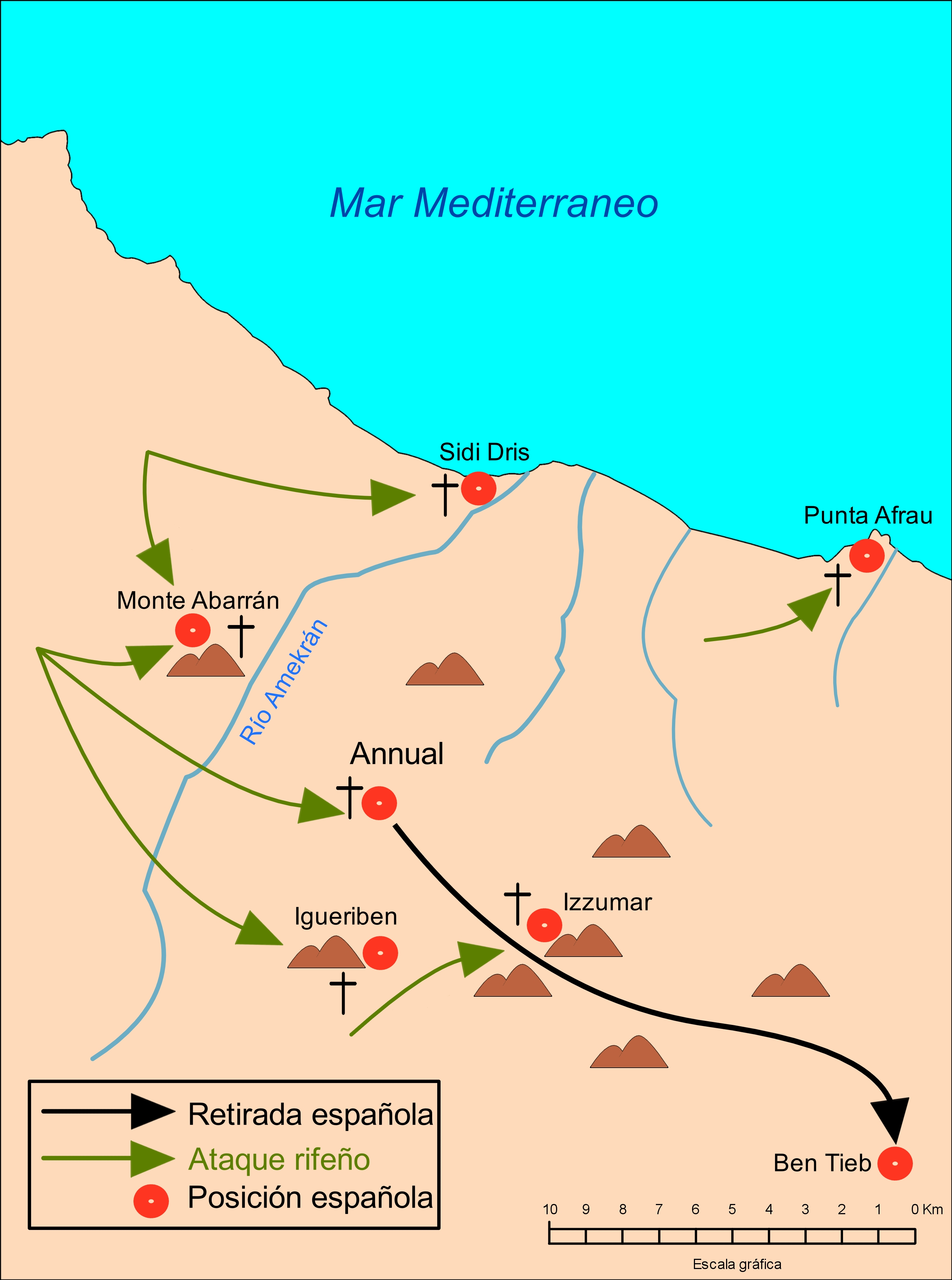
Croquis des principaux affrontements et mouvements de troupes autour d’Anoual en juin et juillet 1921 (flèches vertes : attaques rifaines ; fléche noire : retraite espagnole).

Le 1er juin 1921, une colonne espagnole, aux ordres de  Villar et sous la protection des hommes de Morales, s’empara du mont Ubarran, situé au-delà du fleuve Amekran. Silvestre, qui observait l’opération depuis le camp d’Anoual, en était tellement satisfait, rapporte un témoin, qu’il voulut par trois fois visiter la nouvelle position, comme cela était son habitude, mais Dávila et Morales, craignant une embuscade, surent l’en dissuader,,. Plus encore, le prudent Morales perdit patience, et fit part à son supérieur, lors d’une conversation subséquente, de son désaccord quant au succès réel de l’opération qui venait d’être accomplie. Silvestre s’en retourna à Melilla dans l’après-midi après un repas pris à Izoumar.
Le jour même, peu après le retour à Anoual de la colonne Villar, la nouvelle redoute fut assaillie et reprise par des combattants rifains, opération dans laquelle périt la quasi-totalité de la garnison espagnole qui avait été laissée sur place. Ubarran était, depuis l’arrivée de Silvestre à Melilla, le premier combat à s’être accompagné de lourdes pertes. Jusque-là, et en dépit de sa réputation de témérité, les avancées espagnoles avaient presque toujours été précédées par les habiles démarches de Morales, avec promesses de prébendes, ce qui avait permis de maintenir les pertes à des niveaux acceptables.
Au cours du mois de juin 1921, Morales, qui pressentait le péril, et aussi sur l’ordre de Silvestre qui voulait, selon ce qu’il communiqua à Berenguer, intensifier le travail politique, poursuivit ses démarches de paix, notamment en convoquant à la fin de juin plusieurs notables à une réunion secrète dans le douar de Buimeyan. À cette convocation donnèrent suite onze personnages, dont trois Espagnols (Morales et ses assistants, le lieutenant Civantos et le capitaine García Margallo) et huit Rifains, appartenant aux kabilas de Beni Ouriaghel, Beni Hadifa, Beni Itef et Bocoia. Le propos de Morales était de constituer (ou plus exactement de reconstituer) un « parti espagnol », en offrant à ses interlocuteurs cent duros à chacun pour entamer leurs travaux. La manœuvre n’était pas dirigée contre Abdelkrim, mais visait à couper court aux hardiesses de Villar,.
Morales comme Abdelkrim voulaient parvenir à un accord, mais étaient contrariés par la ferme volonté de Silvestre de conquérir le Rif central à tout prix. Au lendemain d’Ubarran, Morales négocia (au su de Silvestre) avec Abdelkrim pour obtenir la fin des hostilités, soit par correspondance, soit par l’entremise du colonel Civantos, commandant du Peñón, et du frère d’Abdelkrim, ou d’émissaires, comme Pajarito,. Ainsi, dans une lettre du 26 juin 1921, Abdelkrim, déclarait : « Il s’est passé ce qui s’est passé à Ubarran et dans tout le Temsamane, et ce n’était pas de notre faute. D’une part, nous étions en contact avec le colonel Morales, mais sans avoir conclu [les pactes], sans nous en aviser, l’opération s’est faite », opération que dans le même texte il qualifiait de « trahison », tout en affirmant aussitôt la nécessité d’« arriver à un accord et d’économiser le sang qui est versé », même s’il reconnaissait implicitement sa participation à la rébellion armée.
Le camp fortifié d’Ighriben, sis à quelques km au sud-ouest d’Anoual, à l’installation duquel Morales avait participé le 7 juin sous la conduite du général Navarro, fut attaqué et assiégé à son tour par les troupes rifaines. Il est à noter que cet emplacement avait été approuvé non seulement par Silvestre, mais par l’ensemble de son état-major, en particulier par Morales et Dávila, surtout par ce dernier.

#### Menace rifaine sur Anoual et décision d’évacuation
Silvestre, se trouvant alors à Melilla et alarmé par la situation d’Anoual, décida d’envoyer au front toutes les forces qui lui restaient. Les Regulares de repos à Nador se mirent en marche, ainsi que le régiment de cavalerie Alcántara, lequel fit mouvement vers Driouch, camp militaire situé au sud-est d’Anoual, sur la route de Melilla. Quant à Morales, il fut requis de rallier Anoual avec sa Police indigène et avec tous les « Maures amis » qu’il lui aura été possible de rassembler. Le général Navarro devait partir de Melilla pour prendre le commandement de l’ensemble.
Dans la matinée du 20 juillet à Ben Taïeb, Silvestre se rencontra avec Morales qui faisait route comme lui vers Anoual avec quelque 800 hommes au total, dont 200 harkis « amis ».
Arrivé à Anoual, Morales dirigea le 21 juillet un convoi de secours à destination du camp d’Ighriben attaqué depuis la mi-juin et assiégé,. Ledit convoi, formé aux premières heures de l’aube, se composait de deux ailes, l’une commandée par Morales, dotée d’une batterie de montagne, comprenant cinq compagnies de fusiliers, la quasi-totalité de la Police indigène, suivis des compagnies San Fernando de Pérez Ortiz, et avec la harka amie en avant-garde,, et l’autre par le colonel  Francisco Javier Manella. La colonne, qui totalisait près de 3000 hommes, se révéla démoralisée, luttant sans entrain, se débandant, et obligeant Manella et Morales à céder et à entamer le repli. Morales, agissant à la droite, avait certes réussi à prendre plusieurs collines et épaulements successifs, mais finit par se désespérer, ainsi qu’il ressort d’une note rédigée de la main de Morales, ainsi conçue :

« Mon général, j’ai parlé avec le commandant Villar, j’ai vu comment tout se présente, et c’est avec une profonde peine que je vous dis qu’on ne peut pas franchir le km et demi à peu près qui reste pour que le convoi puisse passer ; les harkas [amies] sont démoralisées, la Police [indigène] a été contaminée, il manque des officiers, car il y a eu cinq ou six pertes […], et il n’y a aucun moyen de lancer les gens en avant ; nous avons besoin de forces de haut moral, ce dont nous manquons ; le convoi a avancé d’environ 500 mètres et a dû s’arrêter. »

Après la chute d’Ighriben, et alors que le camp de base d’Anoual apparaissait menacé à son tour, Silvestre convoqua dans la nuit du 21 au 22 juillet 1921 un conseil de guerre avec tous les chefs de corps, pour déterminer la conduite à tenir : continuer à résister ou se replier sur Ben Taïeb. À la réunion assistèrent, outre Morales, le colonel Manella, chef de la circonscription militaire et colonel du régiment de cavalerie Alcántara, les lieutenants-colonels Pérez Ortiz, du régiment San Fernando, Marina, du régiment Ceriñola, les commandants Écija, de l’artillerie, Alzugaray, du génie, et le capitaine Emilio Sabaté, de l’état-major. Y assistait aussi, mais sans droit au chapitre, le fils de Silvestre, Manuel. Silvestre lança la discussion affirmant : « Messieurs, nous sommes assiégés […] nous n’avons pas de ressources pour former une colonne qui vienne à notre secours […] Je veux que vous décidiez avec moi si nous devons rester ou s’il faut abandonner Anoual ». Pendant la discussion qui suivit, Morales prit la parole et dit que s’il y avait des munitions en suffisance, il fallait s’accrocher dans la position, et, dans le cas contraire, s’en aller, mais en faisant observer que le chemin était rempli d’ennemis et qu’il se pourrait que personne ne réussisse à passer,,,,, ; du  reste, argua-t-il, « il était tard » pour envisager un repli. Si Manella abonda dans le sens de Morales, les autres intervenants inclinaient pour la retraite. L’idée surgit aussi d’un pacte avec Abdelkrim, proposition à laquelle Silvestre réagit avec dédain, expliquant que « ledit chef ne représente rien » et que s’il s’avisait de conclure un tel pacte, « les siens seraient capables de le tuer ». Les arguments de Morales semblent avoir fait douter Silvestre de l’opportunité d’une retraite. Interrogé à son tour, Sabaté signala qu’on n’avait plus de nourriture que pour quatre jours, plus du tout d’eau, et en fait de munitions, 200 000 cartouches de fusil et des obus pour une vingtaine de tirs. Ce qu’entendant, Morales se rangea alors à l’opinion de la majorité. Silvestre prit alors la décision que « le lendemain matin, à six heures, la retraite serait organisée », et qu’elle se ferait « par surprise ».

#### Évacuation d’Anoual et mort de Morales
Le jour de l’évacuation, l’état-major de Silvestre quitta le camp en dernier, en arrière-garde. Silvestre décida cependant de rester à Anoual, et réintégra sa tente, au moment où Manella et Morales s’éloignaient de lui. Silvestre devait se suicider peu après,.
Les officiers de l’état-major furent les derniers à prendre le départ, abstraction faite de quelques groupes qui avaient continué à se battre. Le tout dernier fut le lieutenant Honorato Hernández Romero, du régiment Ceriñola, à la tête de ses hommes, qui, dès qu’il eut aperçu les colonels Morales et Manella s’engager dans le défilé d’Izoumar, ordonna à sa troupe de se replier à son tour. Morales et Manella poursuivaient leur chemin en tête de leur troupe quand ils furent rejoints, à 500 ou 600 m d’Anoual, par le capitaine médecin Joaquín D’Harcourt y Got et les derniers vestiges de sa mía de Police indigène, et par Emilio Sabaté, chef d’état-major, qui firent monter Morales, qui allait à pied, en croupe sur la monture d’un officier. Manella et Morales se mirent alors à escalader le col d’Izoumar, à quelques km au sud-est d’Anoual, tandis que la vingtaine de soldats qui les accompagnaient se déployèrent en petits groupes mobiles sur les coteaux. Les deux colonels, donnant l’exemple, se battaient pistolet en main, en gardant leur uniforme et leurs insignes. On envisagea de se retrancher dans la redoute d’Izoumar (officiellement dénommé Position C), mais le voyant en flammes, la marche fut reprise vers Ben Taïeb,,,.
Manella perdit la vie dans les escarmouches en tentant de prendre un raccourci par un ravin. Les Policiers indigènes, après s’être défait de leurs insignes, passèrent à la harka rifaine. Selon la déposition de Sabaté, quand celui-ci proposa de gagner une hauteur et d’y affronter les Rifains, Morales lui répliqua qu’il « n’y avait aucune forme de salut, la seule chose qui ait un sens est d’infliger le plus de dommage possible à l’ennemi, et si quelqu’un réussit à se sauver, c’est tant mieux. Comme l’évacuation n’était possible d’aucune manière, il nous demanda de lui jurer que nous lui donnerions le coup de grâce au cas où poursuivre la marche ne serait plus possible, afin de ne pas tomber vivant au pouvoir des Rifains. Nous le lui promîmes, bien sûr moyennant la réciproque ».
Tandis que le groupe de Morales continua à monter les côtes de l’Izoumar, dans le désarroi général et sous le feu rifain, Morales, peu avant sa mort prochaine, se tourna vers Sabaté, selon un témoignage, et lui dit, voyant le désastre en cours : « Vous voyez bien maintenant combien j’avais raison. » Il se défendait désormais avec un fusil. Au moment de franchir le haut du col et de s’engager sur le versant sud-est de l’Izoumar, Morales reçut un premier tir, à la jambe, et tomba à terre. Aussitôt après, il fut atteint d’une autre balle, cette fois à la poitrine. Les témoignages sur sa mort et sur l’attitude de ses compagnons ne se recoupent pas entièrement. Selon Navarro, Morales, « en se voyant blessé mortellement, encouragea les siens à continuer de se défendre et à abandonner son corps, qui ne servirait qu’à les gêner ». D’après le capitaine D’Harcourt, « en passant devant un ravin, le colonel Morales, que l’on transportait blessé sur un cheval, reçut une grave et douloureuse blessure au foie »,,,. La version la plus crédible, qui servit de base à la décision d’inculpation de Juan Picasso, est la suivante : Morales, blessé, sait qu’il l’est mortellement et exige des siens, en qualité de commandant en chef et comme homme, qu’ils accomplissent ce qui a été convenu (en effet, « les officiers s’étaient fait le serment, au cas où l’un d’eux était blessé, de l’achever », dixit D’Harcourt) ; cependant, nul n’a le courage de faire une telle chose. D’Harcourt, blessé lui aussi, déposa devant la commission Picasso que le colonel était déjà mort lorsqu’il le laissa seul, mais cette affirmation ne fut pas acceptée par Picasso, puisqu’il allait l’inculper. D’Harcourt déclara que sa première intention était, « par respect de ses engagements » (allusion à l’accord entre les officiers), de donner le coup de grâce au colonel, et qu’il posa même sur sa tempe le fusil qu’il portait, « mais, devant la réaction d’horreur du capitaine Sabaté, j’y renonçai »,. Il s’assura que le coup de feu avait été mortel, puis tous deux attendirent que Morales soit trépassé. Ils songèrent même à se suicider, mais y renoncèrent « face à la difficulté de le faire avec les fusils ». Sabaté quant à lui déposa qu’il trouva D’Harcourt et Morales près d’Izoumar, et que Morales, sa blessure reçue, « exigea d’eux » qu’ils l’achèvent, ce qu’ils refusèrent, préférant rester à ses côtés pour le protéger jusqu’au moment où il rendit l’âme,. Un autre témoin encore, un lieutenant, rapporta que D’Harcourt et lui quittèrent le camp d’Anoual montés sur les chevaux de deux ordonnances, à qui ils avaient ordonné de descendre de cheval (ce qui n’est pas un comportement approprié pour des officiers). Non loin de la sortie du camp, ils se rencontrèrent avec Morales, que le témoin décrit comme « seul et déprimé » ; « il ne faisait rien pour se sauver, tellement il était abattu ». Il fallut des efforts pour le convaincre de monter en croupe sur le cheval du lieutenant, sans qu’il ne cesse jamais de répéter qu’on le laisse et qu’ils continuent sans lui. Le lieutenant prit un raccourci, mais un tir rifain tua son cheval. Il poursuivit à pied avec Morales, jusqu’au moment où, aux alentours de la position C, il buta sur Manella en compagnie d’une poignée de cavaliers, tentant de « se refaire des forces pour affronter l’ennemi ». Le témoin lui demanda s’il pouvait prendre Morales en croupe, « ce à quoi il consentit machinalement ». Cela fait, « le témoin poursuivit sa route » (selon sa déposition dans le dossier Picasso), en les abandonnant.
D’après Juan Pando, Morales, encore vivant, fut ensuite découvert et entouré par les Rifains qui, ne l’ayant pas reconnu, se mirent à le torturer, avant de lui donner la mort au moyen d’un tir en plein visage.
Dès que la mort de Morales fut arrivée à la connaissance de Berenguer, celui-ci nomma en juillet 1921 José Riquelme à la tête de la Police indigène en remplacement de Morales.

#### Restitution par Abdelkrim de la dépouille de Morales
Peu après, le 5 août 1921, cas exceptionnel, le cadavre de Morales fut restitué par le chef rifain Abdelkrim aux autorités de Melilla, en reconnaissance de l’action déployée par le colonel à la tête de l’Office des affaires indigènes.
En effet, le même 22 juillet 1921, ou à peu de temps de là, Abdelkrim découvrit, sur les flancs de l’Izoumar, un cadavre dont il reconnaît les traits du visage malgré les blessures qu’il présentait. Abdelkrim avait eu de bons rapports avec Morales, qu’il respecta jusqu’au bout, le décrivant comme « un Espagnol que j’ai beaucoup aimé, le seul qui m’ait compris ». En guise d’« hommage suprême à un ennemi intelligent et loyal »,,, il prit alors la décision exceptionnelle d’en aviser Melilla, par le biais d’émissaires envoyés à la base insulaire d’El Hoceïma, afin de convenir d’une date où la dépouille de Morales pourrait être restituée, à ses propres frais. Les autorités espagnoles donnèrent leur assentiment et chargèrent la canonnière Laya de remplir la mission de récupération. Rendez-vous fut pris à Sidi Driss, dans la matinée du 3 août, où les hommes d’Abdelkrim déployèrent sur la plage un drapeau blanc et un drapeau espagnol, en présence de nombreux Rifains et de quelques soldats espagnols prisonniers. Le cadavre de Morales, débarrassé de son uniforme et vêtu d’un habit d’intérieur sombre, gisait couvert d’une couverture sur un brancard. Les prisonniers espagnols se chargèrent de déposer le corps dans un cercueil de zinc, acheminé pour l’occasion. La canonnière, après que le cercueil y eut été promptement déposé, fit voile à l’est, laissant les treize captifs espagnols sur la plage. À Melilla, la Laya fut accueillie par les proches de Morales et par les commandants de la garnison, dont notamment les colonels Joaquín Argüelles, Francisco Gómez-Jordana, Francisco Masaller y Albareda et Gerardo Sánchez-Monje, par le commandant Juan Luis Beigbeder, assistant de Berenguer, et par le général Miguel Fresneda Mengíbar, gouverneur de la place,,, ainsi que par les réglementaires salves d’honneur. Toutefois, Abdelkrim fit parvenir une facture de 2000 pesetas pour les frais, somme qu’il avait dû avancer de sa propre poche. Les restes du colonel Morales reposent dans le Panthéon des Héros du cimetière municipal de l’Immaculée Conception de Melilla.
En juin 1923, une enquête fut instruite à son sujet afin de déterminer s’il méritait la croix laurée de Saint-Ferdinand pour sa conduite dans l’Izoumar. Les conclusions, rendues le 7 octobre 1924, furent cependant négatives.

### Travaux d’historien
Morales était fort versé dans l’histoire de la place de Melilla, dont il compulsait les archives. Il fut le premier à envisager une histoire générale de Melilla.
Il était depuis octobre 1913 membre correspondant de l’Académie royale d'histoire,.
Il est l’auteur entre autres des ouvrages et articles suivants :
- (es) « Estudios hispano-marroquíes: la Embajada de Don Francisco Salinas y Moñino y el arreglo de 1785 », Boletín de la Real Academia de la Historia, Madrid, Real Academia de la Historia, vol. 62,‎ mars 1913 (lire en ligne).
- (es) Datos para la Historia de Melilla (1497-1909), Melilla, Servicio de Publicaciones del Centro UNED de Melilla, 1992, 623 p. (ISBN 978-8487291258) (édition établie par Vicente Moga Romero & Antonio Bravo Nieto).
- (es) Efemérides y Curiosidades. Melilla, Peñón y Alhucemas, Melilla, Tipografía El Telegrama del Rif, 1920, 456 p.